# (243320) Jackuipers
(243320) Jackuipers est un astéroïde de la ceinture principale.

## Description
(243320) Jackuipers est un astéroïde de la ceinture principale. Il fut découvert le 24 septembre 2008 à Calvin-Rehoboth par l'observatoire du Calvin College. Il présente une orbite caractérisée par un demi-grand axe de 3,37 UA, une excentricité de 0,08 et une inclinaison de 7,6° par rapport à l'écliptique.

## Compléments